# Louis XIV (Band)
Louis XIV war eine vierköpfige Rockband aus San Diego, Kalifornien, die im April 2003 gegründet wurde. Mit ihrem Major-Label-Debüt The Best Little Secrets Are Kept gelang ihnen 2005 ein Achtungserfolg, seit Ende der 2000er Jahre ruht die Band.

## Geschichte
Die Sänger und Gitarristen Jason Hill und Brian Karscig sowie Schlagzeuger Mark Maigaard hatten zuvor gemeinsam bei der Power-Pop-Band Convoy gespielt, bevor sie im April 2003 Louis XIV gründeten. In Paris nahm das Trio 2003 sein Debütalbum auf, das noch im selben Jahr via Pineapple Recording veröffentlicht wurde. Von dem Album und den beiden folgenden EPs Pink und Blue verkaufte die Band mehrere tausend Exemplare, das Stück God Killed the Queen vom Debütalbum erhielt Airplay bei zahlreichen US-Radiostationen sowie bei BBC Radio 1. 2004 folgte eine Tournee durch die USA mit The Killers. Weiter im Laufe des Jahres 2004 nahm Atlantic Records die Band unter Vertrag und im Januar 2005 folgte die EP Illegal Tender. Einen Teil der Gitarren- und Bass-Parts spielte James Armbrust ein, der seitdem als fester Bassist zu Louis XIV gehörte. Die EP erreichte mit Platz 36 in den Top Heatseekers, die erste Single Finding Out True Love is Blind konnte sich in den UK Top 75 platzieren. Am 22. März 2005 erschien das zweite Studioalbum The Best Little Secrets Are Kept bei Atlantic. Es folgten zahlreiche Tourneen und Festival-Auftritte, unter anderem auch in Deutschland beim Area 4 und beim Highfield Festival. Im Jahr 2008 erschien das dritte Album Slick Dogs And Ponies, seit 2009 ruht die Band.
In den folgenden vier Jahren bestritt Louis XIV einige wenige, meist als „Reunion-Shows“ bezeichnete Auftritte. 2013 erfolgte ein erneuter Wiederbelebungsversuch und Louis XIV ging mit The Killers auf Tournee durch die USA und Europa. Doch auch danach wurde es wieder ruhig um die Band. Sänger und Gitarrist Jason Hill trat im September 2015 mit The Killers in San Diego auf, um mit ihnen den Single-Hit von Louis XIV Finding Out True Love is Blind zu spielen.

## Musik und Texte
Die Musik der Band wird als Garage Rock mit Elementen des Glam Rock angesehen. Charakteristisch für die Band waren die sexuell anzüglichen, teils pornografischen Texte. Diese brachten ihr ein zeitweiliges Auftrittsverbot im US-Bundesstaat Alabama ein.

## Diskografie
Studioalben
- 2003: Louis XIV (Pineapple Recording Group)
- 2005: The Best Little Secrets Are Kept (Atlantic)
- 2008: Slick Dogs And Ponies (Atlantic)

EPs
- 2004: Blue EP (Pineapple Recording Group)
- 2004: Pink EP (Pineapple Recording Group)
- 2005: Illegal Tender (Pineapple Recording Group)

Singles
- 2005: Finding Out True Love is Blind
- 2005: God Killed the Queen
- 2006: Pledge of Allegiance
- 2007: The Distances From Everyone to You